# Amastus ninae
Amastus ninae là một loài bướm đêm thuộc phân họ Arctiinae, họ Erebidae.